# Campagne-d’Armagnac
Campagne-d’Armagnac ist eine französische Gemeinde mit 212 Einwohnern (Stand: 1. Januar 2022) im Département Gers in der Region Okzitanien. Sie gehört zum Kanton Grand-Bas-Armagnac und zum Arrondissement Condom.
Nachbargemeinden sind Cazaubon im Norden, Réans im Osten, Manciet im Süden und Ayzieu im Westen.

## Bevölkerungsentwicklung
| Jahr                       | 1962 | 1968 | 1975 | 1982 | 1990 | 1999 | 2008 | 2017 |
| -------------------------- | ---- | ---- | ---- | ---- | ---- | ---- | ---- | ---- |
| Einwohner                  | 288  | 255  | 207  | 188  | 176  | 167  | 200  | 224  |
| Quellen: Cassini und INSEE |      |      |      |      |      |      |      |      |